# Guido Wemans
Guido Wemans (* 30. Januar 1938 in Zürich; † 5. Mai 2014 in Basel) war ein Schweizer Politiker und Journalist.
Wemans erwarb weder einen Lehr- noch Hochschulabschluss, eignete sich jedoch während seines Astronomie- und Experimentalphysik-Studiums an der Universität Basel Fachkompetenzen an, die er als Kommentator des Schweizer Radios insbesondere zu den Themen Weltraum und Astronomie einsetzte. Auch am Aufbau des Basler Privatradiosenders Radio Basilisk war Wemans beteiligt.
Aufgefordert von Roger Blum und René Rhinow trat Wemans der FDP bei und gehörte ab 1977 dem Landrat an. In der Baselbieter FDP wirkte er als Parteileitungsmitglied und Wahlkampfleiter.
Guido Wemans hatte zwei Kinder aus seiner ersten Ehe. Die letzten Jahre lebte er in Hochwald und Himmelried im Kanton Solothurn.